# Sj3
Sj3（エスジェースリー）は、ソニーが開発したクライアント・サーバ方式の日本語入力システム。
元々はソニーのUNIXワークステーション「NEWS」に搭載されていた。その後自由ソフトウェアとなり、ソースコードも公開された。
長らくメンテナンスが止まっていたが有志が保守を引き継ぎ、2008年2月2日にバージョン2.0.1.21がリリースされた。